# Ровное (Красногвардейский район)
Ро́вное (до 1945 года Караса́н; укр. Рівне, крымскотат. Qara Asan, Къара Асан) — село в Красногвардейском районе Республики Крым, центр Ровновского сельского поселения (согласно административно-территориальному делению Украины — Ровновского сельского совета Автономной Республики Крым).

## Население
| 2001 | 2014  |
| ---- | ----- |
| 2000 | ↘1399 |

Всеукраинская перепись 2001 года показала следующее распределение по носителям языка
| Язык             | Процент |
| ---------------- | ------- |
| русский          | 62.7    |
| крымскотатарский | 25      |
| украинский       | 9.2     |
| другие           | 0.35    |

### Динамика численности
| - 1864 год — 16 чел. - 1874 год — 28 чел. - 1889 год — 219 чел. - 1902 год — 230 чел. - 1911 год — 460 чел. - 1915 год — 117/135 чел. - 1926 год — 708 чел. | - 1931 год — 681 чел. - 1974 год — 1856 чел. - 1989 год — 1098 чел. - 2001 год — 2000 чел. - 2009 год — 1920 чел. - 2014 год — 1399 чел. |

## Современное состояние
На 2017 год в Ровном числится 19 улиц, 1 переулок и Комплекс зданий и сооружений N19; на 2009 год, по данным сельсовета, село занимало площадь 416,9 гектара на которой, в 775 дворах, проживало 1920 человек. В селе действуют средняя общеобразовательная школа, сельский дом культуры, библиотека, сельская врачебная амбулатория, отделение Почты России, храм святых мучеников Флора и Лавра, мечеть «Къара Асан джамиси». Село связано автобусным сообщением с райцентром, Симферополем и соседними населёнными пунктами.

## География
Ровное — село в центре района, в степном Крыму, по правому берегу Салгира (в 2 км) в нижнем течении, высота центра села над уровнем моря — 53 м. Соседние сёла: Азов в 2,5 км на юг, Молочное в 3 км на север и Холмовое в 2 км на юго-восток. Расстояние до райцентра — около 18 километров (по шоссе), там же ближайшая железнодорожная станция — Урожайная. Транспортное сообщение осуществляется по региональным автодоромга 35Н-260 длиной 1 км от шоссе 35Н-258 Красногвардейское — Новоекатериновка и 35Н-239 длиной 2,3 км от шоссе 35Н-263 Октябрьское — Докучаево (по украинской классификации — С-0-10650 и С-0-10629).

## История
Первое известное в доступных источниках письменное упоминание о селении Карасан относится к 1784 году- Согласно «Камеральному описанию Крыма 1784 года», до присоединения Крыма к России, деревня Карасан называлась Карагасаном и принадлежала Ак-Мурзе из рода Ширинских. Входила в Ашага-Ичкийский кадалык Ак-Мечетьского Каймаканства. После присоединения Крыма к России (8) 19 апреля 1783 года, (8) 19 февраля 1784 года, именным указом Екатерины II сенату, на территории бывшего Крымского Ханства была образована Таврическая область и деревня была приписана к Симферопольскому уезду. После Павловских реформ, с 1796 по 1802 год, входила в Акмечетский уезд Новороссийской губернии.
18 декабря 1794 года Ак-мурза Ширинский продал за 500 рублей свою родовую деревню Карасан титулярному советнику, казначею Симферопольского уезда Семёну Жердеву. В 1796 году Жердев берёт деньги в долг под залог своих земель и Карасана, у своего соседа Карла Гагендорфа. Вернуть долг Жердев вовремя не смог и новым владельцем Карасана с 12 мая 1797 года становится Карл Иванович Гагендорф. В те времена числилось за деревней Карасан 2079 десятин 1620 квадратных сажений земли, три двора крестьянских, три души мужского пола. По новому административному делению, после создания 8 (20) октября 1802 года Таврической губернии, Карасан находился на территории Табулдынской волости Симферопольского уезда. Видимо, жители к тому времени покинули селение, вследствие эмиграции крымских татар в Турцию, последовавшую вслед за присоединением Крыма к России, поскольку в Ведомости о всех селениях в Симферопольском уезде состоящих с показанием в которой волости сколько числом дворов и душ… от 9 октября 1805 года Карасан не числится, а на военно-топографической карте генерал-майора Мухина 1817 года деревня обозначена пустующей.
В сентябре 1818 года Христиан Стевен приобрёл у Гагендорфа имение Карасан и начал обустраивать его. Сам Х. Х. Стевен постоянно проживал в Симферополе, а Карасаном занималась его жена и управляющий Иосиф Богун. Х. Х. Стевен часто бывал в Карасане по делам, занимался исследованиями местной природы, выезжал на охоту. После реформы волостного деления 1829 года деревню Кайран, согласно «Ведомости о казённых волостях Таврической губернии 1829 года», отнесли к Айтуганской волости (преобразованной из Табулдынской). На карте 1836 года в деревне 9 дворов, а на карте 1842 года Кара Гасан (Карасан) обозначен условным знаком «малая деревня», то есть, менее 5 дворов.
В 1841 году за безупречную службу Х. Х. Стевен был пожалаван 1500 десятинами земли, и он прирастил к Карасану, земли близлежащей, брошенной деревни Бешарань. На помещика Стевена в Карасане работали 4 семьи дворовых людей, а также отрабатывали барщину крестьяне из Салгир-Кията и Султан-Базара, наёмные работники из близлежащих деревень. Время наивысшего подъёма экономики в Карасане 40 — 50 е годы 19 века. В имении разводили овец, лошадей, коров, выращивали зерновые, овощи, фрукты, виноград, была построена мельница, реконструирован колодец, построен трактир.
По делам службы Х. Х. Стевен изучал опыт разведения виноградников немцами-меннонитами у реки Молочной. Личные контакты с некоторыми из них, предопределили будущую судьбу Карасана..
В 1860-х годах, после земской реформы Александра II, деревню приписали к Зуйской волости. Связи Х. Х. Стевена с немцами меннонитами из Бердянского уезда послужили толчком для образования колонии на территории поместья Карасан, которое стало первым и впоследствии крупнейшим меннонитским посёлком в Крыму — колония была основана в 1862 году, в том же году была открыта начальная школа. В «Списке населённых мест Таврической губернии по сведениям 1864 года», составленном по результатам VIII ревизии 1864 года, Кара-Гасан (Карасан) — владельческая татарская деревня с 2 дворами, 6 жителями и мечетью при колодцах(на трёхверстовой карте 1865—1876 года в колонии 25 дворов). Стевен завещал Карасан младшему сыну Александру и тот на время своей учёбы в Санкт-Петербургском университете сдал имение в аренду меннонитам. В 1871 году А. Х. Стевен вернулся в Крым, но научная и государственная деятельность не позволили ему уделять должное внимание Карасану и он продал его своим арендаторам меннонитам. С 1874 года имение Карасан, 4492 десятины земли, официально перешли в собственность 28 поселенцев меннонитов. Новые поселенцы обустроили Карасан на свой лад и стали успешно развивать хозяйство. Были построены кирпично-черепичный завод, добротные каменные дома. Количество жителей увеличивалось и вскоре Карасан стал одним из крупнейших немецких поселений Крыма. Общими усилиями члены общины построили водопровод, больницу, почту, молитвенный дом. В 1880 году построено здание новой школы. На 1886 год в немецкой колонии Карасан, согласно справочнику «Волости и важнѣйшія селенія Европейской Россіи», проживало 223 человека в 43 домохозяйствах, действовали меннонитский молитвенный дом, школа и черепичный завод. В «Памятной книге Таврической губернии 1889 года» по результатам Х ревизии 1887 года записан Карасан с 36 дворами и 219 жителями. В селе издавался журнал «Mennonitenblatt», работал книжный магазин.

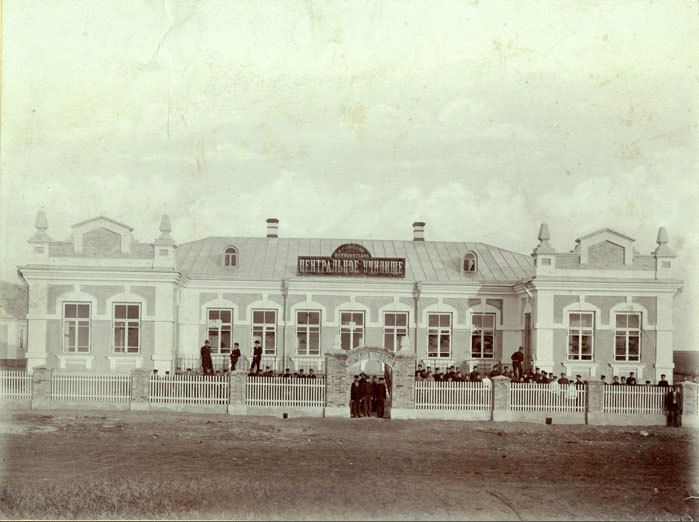
Меннонитское центральное училище в Карасане, 1906 год.

После земской реформы 1890 года Карасан отнесли к Табулдинской волости. В 1899 году в селении действовал кирпично-черепичный завод, принадлежавший поселянину Гергарду Корнелиусовичу Валл. По «…Памятной книжке Таврической губернии на 1902 год» в деревне, входившей в Айтуганское сельское общество, числилось 230 жителей в 33 домохозяйствах.
15 сентября 1906 года открылось «Крымское меннонитское центральное училище», которое готовило преподавателей для начальных школ. Первыми учителями Центрального училища были Карл Генрихович Фридрихсен и Иван Иванович Вильмсен. Председателем правления общества для содержания Карасанского училища был Пётр Петрович Шредер, крупный землевладелец, член Государственной думы, проживавший неподалёку в своём имении Ново-Никольское. Духовным старшиной Карасанской общины был Яков Вибе после его смерти Абрам Фризен. К началу XX века Карасан являлся духовным и культурным центром меннонитов Крыма. В отчёте о состоянии колоний о Карасане имеется такое свидетельство: «Все меннониты богаты, имеют крупное хозяйство, народ очень дружный и в несчастье готовы поделится своим последним состоянием». С 1909 года в селе работает метеостанция. На 1911 год население составило 460 человек. По Статистическому справочнику Таврической губернии. Ч.II-я. Статистический очерк, выпуск шестой Симферопольский уезд, 1915 год, в деревне Карасан Табулдинской волости Симферопольского уезда числилось 27 дворов с немецким населением в количестве 117 человек приписных жителей и 135 — «посторонних», из которых 129 мужчин и 123 женщины. Жители владели 4484 десятинами удобной земли. В хозяйствах имелось 409 лошадей, 132 вола, 205 коров и 210 голов мелкого скота.
После установления в Крыму Советской власти и учреждения 18 октября 1921 года Крымской АССР, в составе Симферопольского уезда был образован Биюк-Онларский район, в состав которого включили село. В 1922 году уезды получили название округов. 11 октября 1923 года, согласно постановлению ВЦИК, в административное деление Крымской АССР были внесены изменения, в результате которых был ликвидирован Биюк-Онларский район и село включили в состав Симферопольского. Согласно Списку населённых пунктов Крымской АССР по Всесоюзной переписи 17 декабря 1926 года, в селе Карасан, центре Карасанского сельсовета (в коем состоянии пребывает всю дальнейшую историю) Симферопольского района, числилось 139 дворов, из них 106 крестьянских, население составляло 708 человек, из них 664 немца, 23 русских, 10 украинцев, 6 евреев, 3 белоруса, 1 болгарин, действовали немецкая школа I ступени и русская школа II ступени — бывшие начальная и центральная школы. Постановлением ВЦИК «О реорганизации сети районов Крымской АССР» от 30 октября 1930 года, был создан Биюк-Онларский район, как немецкий национальный в который включили село. Постановлением Президиума КрымЦИКа «Об образовании новой административной территориальной сети Крымской АССР» от 26 января 1935 года был создан немецкий национальный Тельманский район (с 14 декабря 1944 года — Красногвардейский) и село включили в его состав. Население продолжало увеличиваться и к 1937 году оно составляло 1054 человека. На 94 % население Карасана было немецким. История Карасана с конца 1920-х по 1941 год была типичной для всех немецких поселений. Зажиточные семьи были раскулачены и выселены на Урал. По данным всесоюзной переписи населения 1939 года в селе проживало 1288 человек.
Вскоре после начала Великой Отечественной войны, 18 августа 1941 года крымские немцы были выселены, сначала в Ставропольский край, а затем в Сибирь и северный Казахстан.
Об истории Карасана в период фашистской оккупации известно немного: В селе действовала подпольная организация, её руководитель К. Т. Забара был зверски замучен гестаповцами.
После освобождения Крыма от фашистов в апреле, 12 августа 1944 года было принято постановление № ГОКО-6372с «О переселении колхозников в районы Крыма» и в сентябре 1944 года в район приехали первые новосёлы (57 семей) из Винницкой и Киевской областей, а в начале 1950-х годов последовала вторая волна переселенцев из различных областей Украины. Указом Президиума Верховного Совета РСФСР от 21 августа 1945 года Карасан был переименован в Ровное и Карасанский сельсовет — в Ровновский. С 25 июня 1946 года Ровное в составе Крымской области РСФСР, а 26 апреля 1954 года Крымская область была передана из состава РСФСР в состав УССР. Ещё до войны в Карасане возник совхоз Большевик. После войны совхоз стал объединяющей организацией. На 1974 год в Ровном числилось 1856 жителей По данным переписи 1989 года в селе проживало 1098 человек. С 12 февраля 1991 года село в восстановленной Крымской АССР, 26 февраля 1992 года переименованной в Автономную Республику Крым. С 21 марта 2014 года в составе Крыма аннексировано Россией.